# Mattias Ekholm
Mattias Hans Ekholm (* 24. Mai 1990 in Borlänge) ist ein schwedischer Eishockeyspieler, der seit Februar 2023 bei den Edmonton Oilers in der National Hockey League unter Vertrag steht. Zuvor war der Verteidiger über zehn Jahre für die Nashville Predators aktiv, mit denen er in den Playoffs 2017 das Endspiel um den Stanley Cup erreichte. Mit der schwedischen Nationalmannschaft gewann er die Goldmedaille bei der Weltmeisterschaft 2018.

## Karriere
Mattias Ekholm begann seine Karriere als Eishockeyspieler beim Mora IK, für dessen Profimannschaft er in der Saison 2007/08 sein Debüt in der Elitserien, der höchsten schwedischen Spielklasse, gab, wobei er jedoch nur zu einem einzigen Einsatz während der Hauptrunde kam. In seinem Rookiejahr stieg er mit der Mannschaft in der Kvalserien in die zweitklassige HockeyAllsvenskan ab, in der er mit Mora die folgenden beiden Jahre verbrachte. Zur Saison 2010/11 wurde er vom Elitserien-Teilnehmer Brynäs IF verpflichtet, bei dem er auf Anhieb überzeugte. Im Anschluss an seine erste komplette Elitserien-Spielzeit wurde der Verteidiger als Elitserien-Rookie des Jahres ausgezeichnet.
Im Mai 2011 unterschrieb Ekholm einen Vertrag bei den Nashville Predators, die ihn bereits im NHL Entry Draft 2009 in der vierten Runde als insgesamt 102. Spieler ausgewählt hatten. Für die Predators absolvierte er jedoch zunächst nur zwei punktlose Spiele in der National Hockey League, während er die restliche Saison 2011/12 als Leihspieler bei Brynäs IF in der Elitserien verbrachte. Mit der Mannschaft wurde er am Ende der Spielzeit Schwedischer Meister. Zudem erhielt er die Salming Trophy als bester schwedischer Verteidiger außerhalb der NHL. Zur Saison 2012/13 wurde der Linksschütze in den Kader von Nashvilles Farmteam Milwaukee Admirals aus der American Hockey League aufgenommen. Mit Beginn der Spielzeit 2013/14 etablierte sich der Schwede im NHL-Aufgebot der Predators und unterzeichnete im Oktober 2015 einen neuen Sechsjahresvertrag in Nashville, der ihm ein durchschnittliches Jahresgehalt von 3,75 Millionen US-Dollar einbrachte. In den Playoffs 2017 erreichte er mit dem Team das Stanley-Cup-Finale, unterlag dort jedoch den Pittsburgh Penguins.
Im Oktober 2021 erhielt er einen weiteren Vierjahresvertrag bei den Predators mit einem durchschnittlichen Jahresgehalt von 6,25 Millionen US-Dollar, der mit Beginn der Saison 2022/23 in Kraft trat. Bereits im Februar 2023 allerdings wurde er kurz vor der Trade Deadline mitsamt einem Sechstrunden-Wahlrecht im NHL Entry Draft 2024 an die Edmonton Oilers abgegeben. Im Gegenzug erhielt Nashville Tyson Barrie, Reid Schaefer, ein Erstrunden-Wahlrecht im NHL Entry Draft 2023 sowie ein Viertrunden-Wahlrecht im Draft 2024. Ekholm verließ die Predators somit nach über zehn Jahren und 719 Einsätzen, wobei er in der Franchise-Geschichte auf seiner Position zu diesem Zeitpunkt nur von Roman Josi und Shea Weber übertroffen wurde.
In den Playoffs 2024 erreichte der Schwede mit den Oilers sein zweites Stanley-Cup-Endspiel, verlor jedoch auch dieses, mit 3:4 gegen die Florida Panthers. Gleiches geschah am Ende der Playoffs 2025, als Edmonton mit 2:4 erneut an den Panthers scheiterte.

### International
Für Schweden nahm Ekholm im Juniorenbereich an der U18-Weltmeisterschaft 2008 sowie der U20-Weltmeisterschaft 2010 teil. Bei der U20-WM 2010 gewann er mit seiner Mannschaft die Bronzemedaille. Im Seniorenbereich stand er in den Jahren 2011 und 2012 im Aufgebot seines Landes bei der Euro Hockey Tour, ehe er von 2014 bis 2016 jeweils im Kader für die Weltmeisterschaft stand und dabei 2014 mit dem Team die Bronzemedaille gewann. Des Weiteren vertrat er sein Heimatland beim World Cup of Hockey 2016 und 4 Nations Face-Off 2025, wo er jeweils den dritten Platz mit dem Team erreichte. Ebenso gehörte er bei der Weltmeisterschaft 2018 wieder zum schwedischen Team und gewann dabei mit der Mannschaft die Goldmedaille.

## Erfolge und Auszeichnungen
- 2011 Årets nykomling
- 2012 Schwedischer Meister mit Brynäs IF
- 2012 Salming Trophy

### International
- 2010 Bronzemedaille bei der U20-Junioren-Weltmeisterschaft
- 2014 Bronzemedaille bei der Weltmeisterschaft
- 2018 Goldmedaille bei der Weltmeisterschaft

## Karrierestatistik
Stand: Ende der Saison 2024/25

### International
Vertrat Schweden bei:
| - U18-Junioren-Weltmeisterschaft 2008 - U20-Junioren-Weltmeisterschaft 2010 - Weltmeisterschaft 2014 - Weltmeisterschaft 2015 - Weltmeisterschaft 2016 | - World Cup of Hockey 2016 - Weltmeisterschaft 2018 - Weltmeisterschaft 2019 - 4 Nations Face-Off 2025 |

(Legende zur Spielerstatistik: Sp oder GP = absolvierte Spiele; T oder G = erzielte Tore; V oder A = erzielte Assists; Pkt oder Pts = erzielte Scorerpunkte; SM oder PIM = erhaltene Strafminuten; +/− = Plus/Minus-Bilanz; PP = erzielte Überzahltore; SH = erzielte Unterzahltore; GW = erzielte Siegtore; 1 Play-downs/Relegation; Kursiv: Statistik nicht vollständig)